# Антикоминтернски пакт
Антикоминтернски пакт представљао је њемачко-јапански уговор из 25. новембра 1936. чије су се земље потписнице обавезале на политичку подршку у случају рата против СССР. Њемачка и Јапан су се овим споразумом обавезале да ће се, у случају да Совјетски Савез нападне било коју од њих, консултовати како да „заштите заједничке интересе”. Такође су се обавезале да ниједна од њих неће потписивати никакве споразуме са Совјетским Савезом, а Њемачка се додатно сложила да призна независност Манџукуа.
Осим што је требало да се бори против комунизма, Немачкој је донео и другу корист; давало је могућност да се агресивни планови Немачке пред западним силама још убедљивије приказу као искључиво антикомунистички и антисовјетски. Рачунало се да се уз помоћ Јапана, Велика Британија и Француска што јаче притисну и угрозе на Далеком истоку, како би ослабиле њихову отпорност у Европи.
Постојали су и одређени интереси у Јапану, који је имао експанзионистичке претензије на Далеком истоку и Пацифику, где су му главни противници били САД, Велика Британија и Француска, а не СССР. Намера им је била да се шире по Далеком истоку, онда када би Французи и Британци били заузети борбама у Европи (старом континенту). Немачка помоћ би била од капиталног значаја, ако би се Јапан ипак уплео у сукоб са СССР-ом.
Антикоминтернском пакту су касније приступиле и Италија, Мађарска, Манџукуо, Шпанија, Финска, Румунија, Бугарска, Хрватска, Словачка, Кинеска национална влада Нанкинга, Ел Салвадор и Турска као посматрач.

## Покушаји побољшања англо-њемачких односа
Прије потписивања Антикоминтернског пакта, у јуну 1935. године, потписан је Англо-њемачки поморски споразум између Уједињеног Краљевства и Нацистичке Њемачке. Тај догађај је означио почетак низа Хитлерових покушаја да побољша односе између те двије земље и тако изолује Совјетски Савез, док су Совјетски Савез и Уједињено Краљевство у исто вријеме покушавали то исто да ураде са Њемачком. Хитлер је покушао да утиче и на Пољску да се прикључи Антикоминтернском савезу, обећавајући рјешење територијалних питања између те двије земље. Међутим, Пољска је то одбила у страху да ће тако постати марионетска држава Њемачке.
У то вријеме, многи јапански политичари, укључујући и адмирала Исорокуа Јамамота, били су изненађени Англо-њемачким поморским споразумом, али је њихов војни врх сматрао да је у питању смишљен план да се добије на времену док њемачка морнарица не дорасте британској. Наставили су да планирају рат или против Совјетског Савеза или против земаља западног свијета, рачунајући на то да ће Њемачка ријешити проблем са њиховим потенцијалним непријатељима у Европи.

## Споразум
Први њемачки кораци у Токију у правцу закључивања војног савеза са Јапаном били су учињени у лето 1935. године. Све до средине 1936, јапанска влада је избегавала да на немачки предлог да јасан одговор. Тада су Немци поднели нов, знатно другачији : две земље би закључиле уговор против Коминтерне као главног носиоца комунистичке опасности, којим би био прикључен тајни додатак уперен против Совјетског Савеза. После дужег размишљања и двоумљења, војно–политичко вођство Јапана прихватило је предлог о закључењу пакта са Немачком у форми анти–комунистичког, а не анти–совјетског споразума. Тако је 25. новембра 1936. године између Немачке и Јапана потписан уговор на пет година о пружању заједничког отпора „субверзивној активности” комунистичкој интернационали, и њеној разорној делатности против постојећих држава и друштвено–политичког система. Антикоминтерна пакт је имао тајни додатак, који је предвиђао да у случају „неизазваног напада или претње нападом од стране Совјетског Савеза на једну од потписница, друга неће преузети ништа што би олакшало положај Совјетског Савеза”.
У Совјетском Савезу, Антикоминтерна пакт је изазвао велико узнемирење. Москва је оптужила Немачку и Јапан да припремају „Свети рат против Совјетског Савеза”.
Хитлер ће у току 1937. године главну пажњу усмерити на придобијање Италије за антикоминтерна пакт. Због добрих односа са СССР-ом, Мусолини ће дуго оклевати да му приступи. Да би се придобила Италија, најпре је Геринг путовао у Рим у јануару 1937. године, носећи Мусолинију предлог о стварању заједничке немачко–јапанско–италијанске поморске формације, и захтев да Италија напусти Друштво народа. Кључ придобијања Италије била је Мусолинијева посета Хитлеру у Минхену и Берлину 24-29. септембра 1937. године. У току помепзних свечаности, Дуче се преломио (у говору који је одржао на грандиозном митингу пред 800.000 становника Берлина, рекао је: „Кад фашиста има пријатеља, он иде са њим до краја.”). Неколико недеља касније, тачније 6. новембра 1937. године, Италија је приступила Антикоминтерна пакту.

## Последице
Хитлерови напори да побољша односе са Уједињеним Краљевством су пропали. У августу 1939. године, Њемачка је прекршила одреднице Антикоминтернског пакта потписивањем споразума Рибентоп—Молотов, споразума о ненападању између Њемачке и Совјетског Савеза. Међутим, до 1940. године Хитлер је већ почео да кује план евентуалног напада на СССР, који би отпочео 1943. године, те је послао свог министра спољашњих послова, Јоахима фон Рибентропа, да преговара са Јапаном. Дана 25. септембра 1940. године, Рибентроп је послао телеграм Вјачеславу Молотову, совјетском министру спољних послова, да га обавијести да Њемачка, Италија и Јапан спремају нови војни савез. У том телеграму Рибентроп је покушао да убиједи Молотова да тај војни савез неће бити уперен против СССР него против САД:
Његова искључива сврха је да уразуми оне елементе који притискају САД да уђе у рат, тако што ће им демонстрирати чињеницу да ако САД уђу у рат, мораће аутоматски да се сукобе са три велике силе.

## Обновљени пакт из 1941.
Антикоминтернски пакт је обновљен 1941. године, након напада Њемачке на Совјетски Савез, који је отпочео Операцијом Барбароса. Дана 25. новембра пакт је обновљен за наредних пет година, а земље потписнице овог пута су биле:
- Немачка
- Јапан
- Италија
- Бугарска
- Кинеска национална влада Нанкинга (марионетска влада Јапана у Кини)
- Хрватска
- Финска
- Мађарска
- Манџукуо
- Румунија
- Словачка
- Шпанија
- Ел Салвадор
- Турска (посматрач)